# Antonio Serrano Dávila
Antonio Serrano Dávila (Saposoa, San Martín, 14 de marzo de 1979) es un exfutbolista peruano. Jugaba de delantero.

## Selección nacional
Fue internacional con la selección de fútbol del Perú en 1 ocasión, en un amistoso en Lima jugado en 2003 contra la selección de Haití, el cual finalizó 5-1 a favor de los peruanos y donde Serrano marcó 1 gol.

## Clubes
| Club                      | País        | Año.        |
| ------------------------- | ----------- | ----------- |
| Defensor la Perla         | Perú        | 1994-1995   |
| Carlos A. Mannucci        | Perú        | 1995        |
| San Agustín               | Perú        | 1996        |
| Deportivo Wanka           | Perú        | 1997        |
| UTC                       | Perú        | 1998        |
| Deportivo UPAO            | Perú        | 1998 - 1999 |
| Deportivo FAS             | El Salvador | 2000 - 2001 |
| Sport Boys                | Perú        | 2002        |
| Alianza Lima              | Perú        | 2003        |
| Deportivo FAS             | El Salvador | 2004        |
| Atlético Universidad      | Perú        | 2004        |
| Universidad San Martín    | Perú        | 2004        |
| FBC Melgar                | Perú        | 2005        |
| José Gálvez FBC           | Perú        | 2006        |
| Universitario de Deportes | Perú        | 2006        |
| Xiangxue Sun Hei          | Hong Kong   | 2007        |
| Juan Aurich               | Perú        | 2007-2008   |
| Inti Gas                  | Perú        | 2008        |
| Sport Áncash              | Perú        | 2009        |
| Total Chalaco             | Perú        | 2010        |
| José Gálvez               | Perú        | 2010        |
| Atlético Grau             | Perú        | 2011        |
| Real Garcilaso            | Perú        | 2011        |
| Cobresol FBC              | Perú        | 2012        |
| Real Garcilaso            | Perú        | 2012        |
| Defensor San Alejandro    | Perú        | 2013        |
| Sport Huancayo            | Perú        | 2013        |

## Palmarés

### Campeonatos nacionales
| Título                     | Club           | País | Año  |
| -------------------------- | -------------- | ---- | ---- |
| Copa Perú                  | Deportivo UPAO | Perú | 1999 |
| Campeonato Descentralizado | Alianza Lima   | Perú | 2003 |
| Copa Perú                  | Juan Aurich    | Perú | 2007 |
| Copa Perú                  | Cusco FC       | Perú | 2011 |

### Distinciones individuales
| Distinción                                                                             | Año  |
| -------------------------------------------------------------------------------------- | ---- |
| Incluido en el equipo ideal de la Copa Perú según el portal periodístico DeChalaca.com | 2011 |